# 近衛稙家
近衛 稙家（このえ たねいえ）は、戦国時代の公卿。太政大臣・近衛尚通の嫡男。官位は従一位・関白、太政大臣。近衛家16代当主。

## 生涯
永正11年（1514年）、元服し、10代将軍（※復職後）・足利義稙より偏諱を受けて、稙家と名乗る。
永正18年（1521年）、管領・細川高国と対立した義稙が京都を出奔し、義晴が将軍となると、天文3年（1534年）に妹の慶寿院が義晴に嫁いだのを契機として、急速に足利将軍家との関係を深めるようになる。久我家に養子入りした実弟・久我晴通や、稙家の嫡男・晴嗣（後の前久）が義晴から偏諱の授与を受けた。
天文11年（1542年）・16年（1547年）・18年（1549年）の3度にわたり、稙家は義晴が争乱に巻き込まれて近江国坂本に動座した際にも随行して同地に下っている。
天文22年（1553年）、足利義輝が三好長慶よって京から追われ、近江朽木谷に動座した際も、稙家は随行している。
永禄元年（1558年）、稙家の娘（大陽院）が義輝に嫁ぎ、正室となる。
永禄9年（1566年）7月10日、死去。『言継卿記』によれば、中風の悪化によるものであったという。

## 人物
将軍の縁戚であった稙家は武家伝奏に替わって、朝廷のみならず諸大名からの要望を将軍に取り次ぐ役目を担うようになり、山科言継の日記『言継卿記』には稙家に将軍への仲介を要望した記事が見られる。近衛家を仲介して朝廷・摂関家・将軍家の連携関係は強化されることになった。

## 官暦
- 永正11年（1514年） 元服して正五位上、同年12月29日に従三位に叙せられた。
- 大永3年（1523年） 右大臣就任。
- 大永5年（1525年） 関白・藤原氏長者。
- 享禄元年（1528年） 左大臣就任。
- 天文2年（1533年） 関白・氏長者辞任。
- 天文4年（1535年） 准三宮宣下を受け、左大臣を辞任。
- 天文5年（1536年） 関白・氏長者再任。
- 天文6年（1537年） 太政大臣就任。
- 天文10年（1541年） 太政大臣辞任。
- 天文11年（1542年） 関白を辞任。

## 系譜
- 父：近衛尚通
- 母：徳大寺維子 - 徳大寺実淳娘
- 妻：久我慶子 - 久我通言養女、細川高基娘
  - 男子：近衛前久（1536-1612）
- 生母不明の子女
  - 男子：陽山（?-1564） - 慈照寺住持
  - 男子：道澄（1544-1608） - 聖護院31代門跡
  - 男子：尊信（義性）（1547-1588） - 大覚寺35代門跡
  - 女子：大陽院（足利義輝正室）（?-1590）
  - 女子：ひ文字姫（朝倉義景継室）
  - 女子：秀山尊性（?-1569） - 光照院住持
  - 女子：花屋玉栄（1526?-?） - 慶福院、花屋抄著者
  - 女子：渓江院 - 赤井直正の継室
  - 男子：斎藤正義（1516-1548） - 庶子